# جون دوفي (لاعب كرة قدم بريطاني)
جون دوفي (بالإنجليزية: John Duffy)‏ (6 سبتمبر 1943 في المملكة المتحدة - ) هو لاعب كرة قدم بريطاني في مركز نصف الجناح. لعب مع دونفرملين أثلتيك وريث روفرز ونادي فولهام وهاكواه سيدني سيتي إيست ‏ وSlavia Melbourne SC ‏ ودارلينجتون إف سى.